# گروه پایور
گروه پایور (پیش از انقلاب: گروه سازهای ملی) نام گروه موسیقی ملی ایرانی با سرپرستی فرامرز پایور بوده‌است. این گروه توسط فرامرز پایور و با نوازندگانی از ادارهٔ فرهنگ و هنر ایران مانند هوشنگ ظریف (نوازنده تار)، رحمت‌الله بدیعی (نوازندهٔ کمانچه)، حسن ناهید (نوازندهٔ نی)، حسین تهرانی (نوازندهٔ تمبک)، پروین صالح (نوازندهٔ قیچک)، پروین شکالور (نوازندهٔ قیچک)، حسین فرهادپور (نوازندهٔ قیچک آلتو)، محمد دلنوازی (نوازندهٔ رباب) و حسن منوچهری (نوازندهٔ عود) در سال ۱۳۴۳ به نام ارکستر سازهای ملی ایرانی بنیان‌گذاری شده بود و فعالیت‌های هنری چشم‌گیری داشت. پس از انقلاب با مهاجرت بعضی از نوازندگان آن به خارج از کشور مانند رحمت‌الله بدیعی، فعالیت این گروه با تغییراتی در نوازندگان آن و با نام گروه پایور ادامه پیدا کرد.
این گروه با خوانندگانی هم‌چون نادر گلچین، عبدالوهاب شهیدی و محمدرضا شجریان همکاری کرده‌است. پس از بیماری فرامرز پایور، فعالیت این گروه نیمه‌متوقف شد، اما گاهی با سرپرستی هوشنگ ظریف اجراهایی بسیار محدود انجام شد.
محمد اسماعیلی، نوازنده تمبک، پس از درگذشت حسین تهرانی و پیش از انقلاب سال ۱۳۵۷ به ارکستر سازهای ملی ایرانی پیوست.